# Neolophonotus leoninus
Neolophonotus leoninus là một loài ruồi trong họ Asilidae. Neolophonotus leoninus được Schiner miêu tả năm 1867.